# Estadio Rafael Vera Yépez
El estadio Rafael Vera Yépez es un estadio multiusos. Está ubicado en la avenida 6 de Octubre y calle Isaías Chopitea de la ciudad de Babahoyo, provincia de Los Ríos. Fue inaugurado en 1956. Es usado mayoritariamente para la práctica del fútbol, Tiene capacidad para 11 000 espectadores.
El estadio desempeña un importante papel en el fútbol local, ya que los clubes babahoyenses como el Venecia, Río Babahoyo, Independiente Fútbol Club, Santa Rita de Vinces (provisional) y Espoli de Quito (provisional) hacían y/o hacen de locales en este escenario deportivo.
Asimismo, este estadio es sede de distintos eventos deportivos a niveles provincial y local, así como es escenario para varios eventos de tipo cultural, especialmente conciertos musicales (que también se realizan en el Coliseo Jaime Roldós Aguilera de Babahoyo).

## Galería

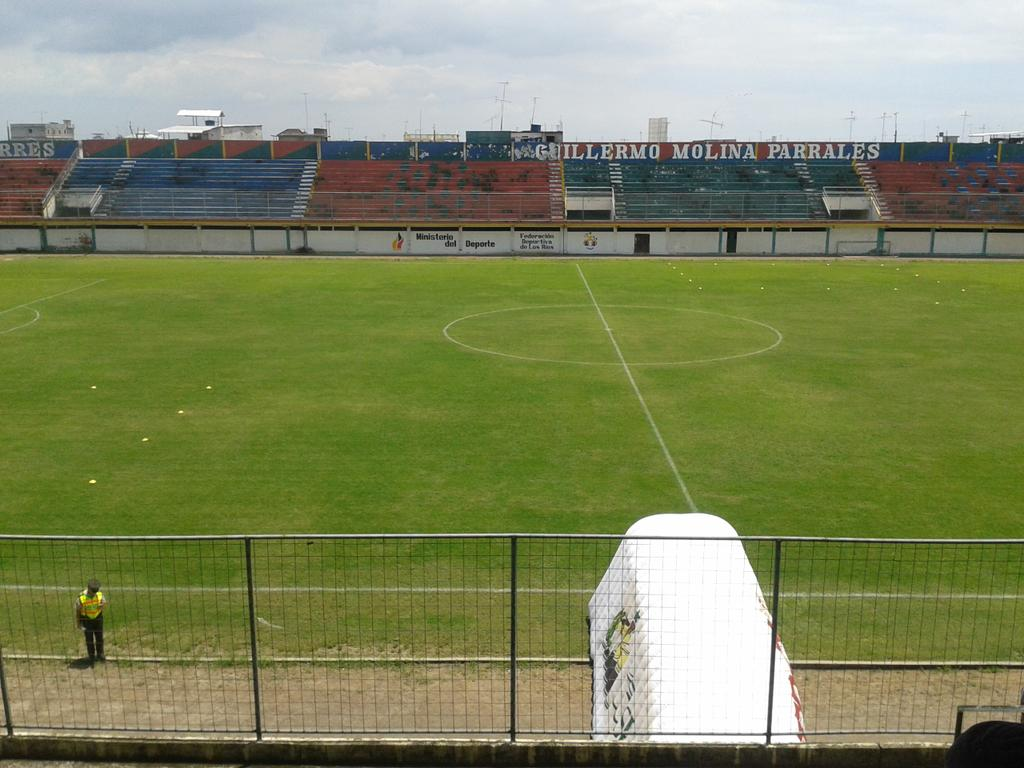
Vista desde la tribuna
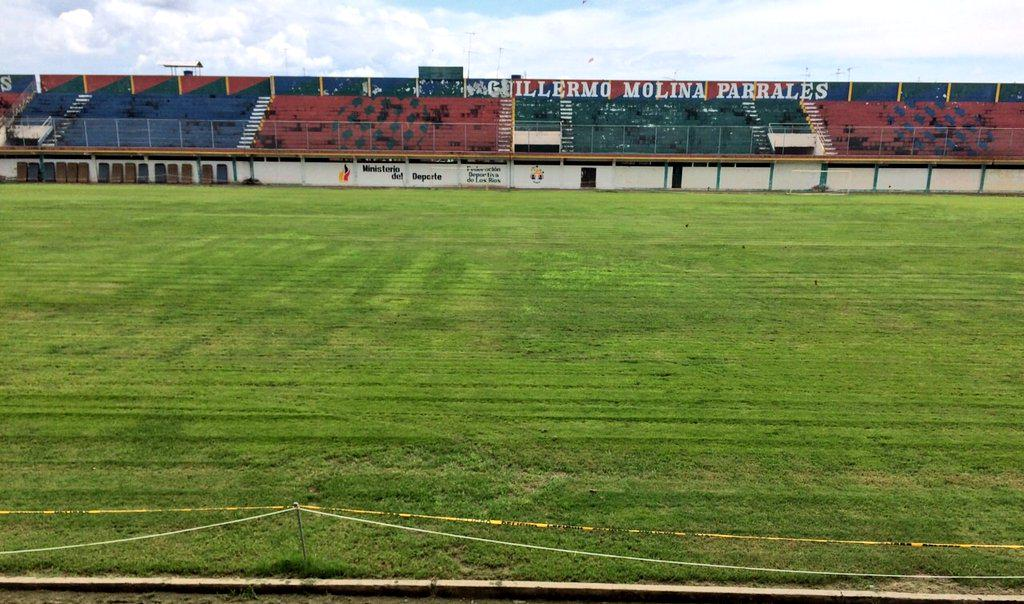
Tribuna principal (vista frontal)
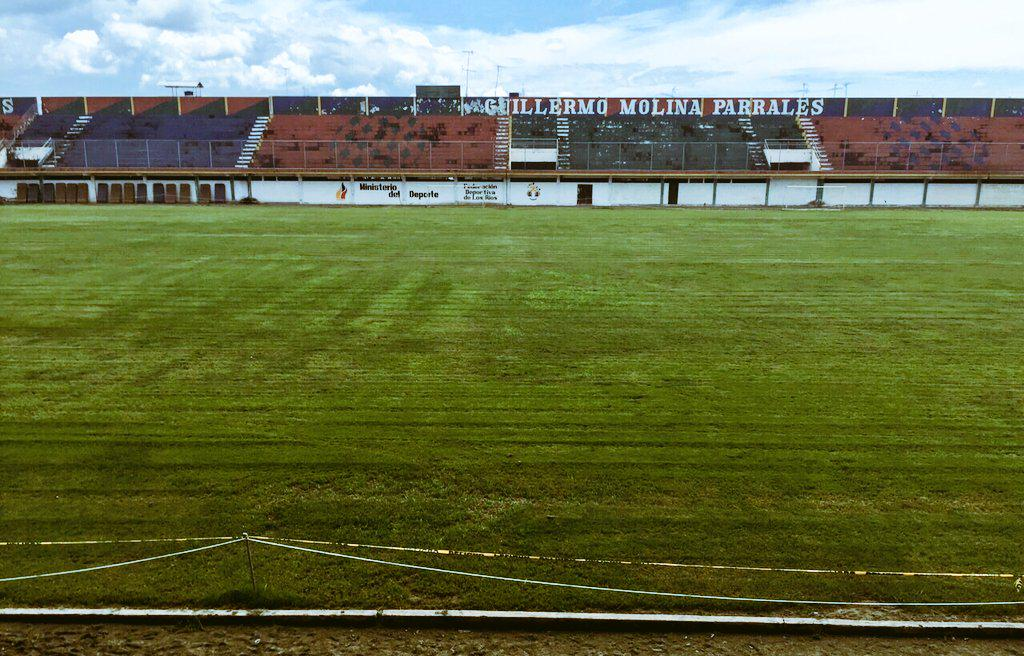
Tribuna principal (vista frontal)
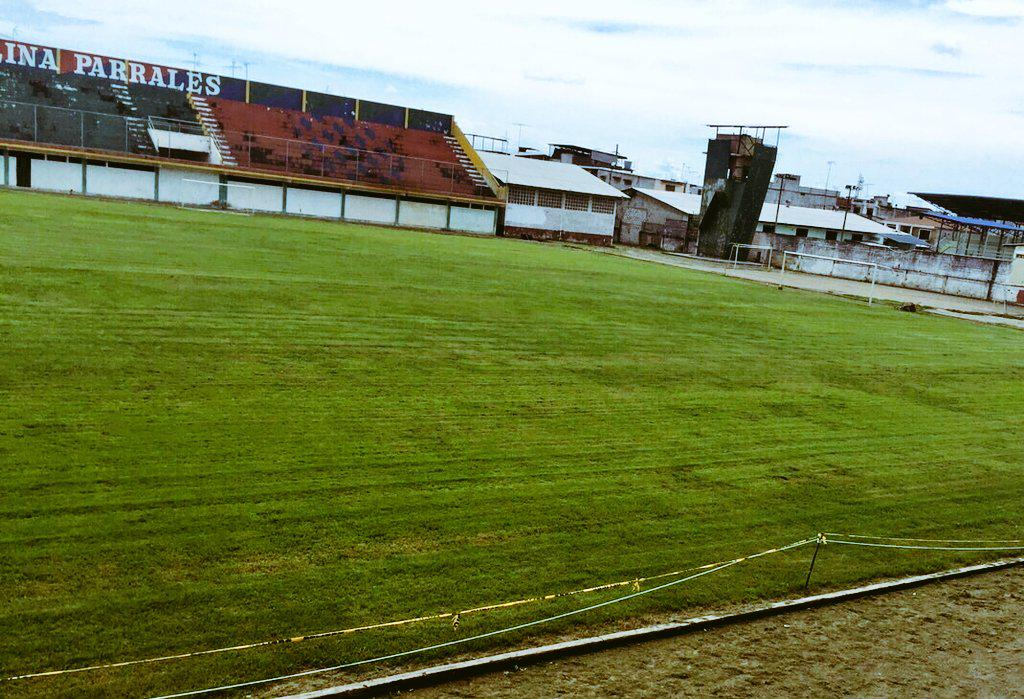
Tribuna principal (vista izquierda)
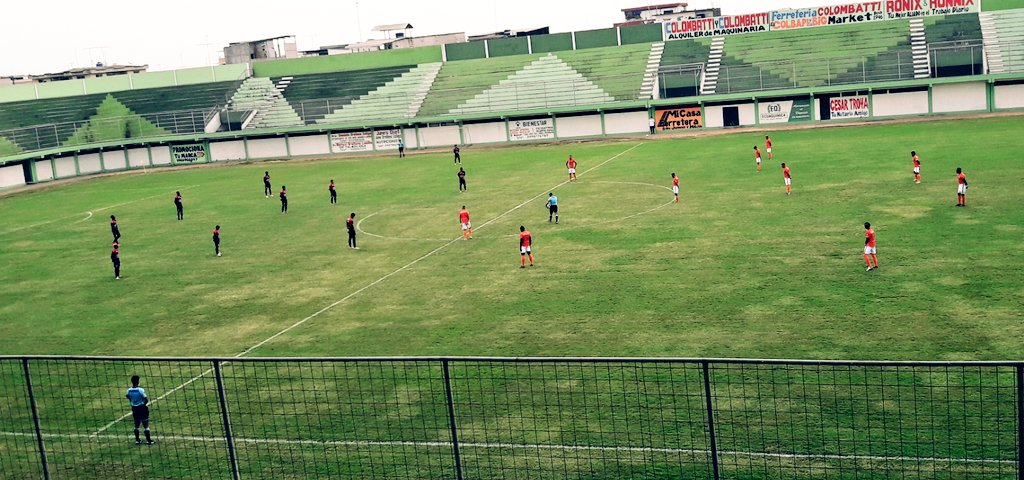
Tribuna principal (vista derecha)